# Tirà terrestre petit
El tirà terrestre petit (Syrtidicola fluviatilis) és un ocell de la família dels tirànids (Tyrannidae) i és l'única espècie pertanyent al gènere Syrtidicola. Fins a l'any 2020 era inclosa en el nombrós gènere Muscisaxicola. És nativa d'Amèrica del Sud a l'occident de la conca amazònica.

## Descripció
Mesura 13 a 13,5 cm de longitud. El plomatge de les parts superiors és de color marró sorrenc, presenta l'àrea supraloreal lleugerament blanquinosa; les vores de les plomes de les ales són de color canyella; la cua és negra, amb les timoneres amb matisos externs blanquinosos; el ventre és blanc.

## Distribució i hàbitat
Es troba a la conca del sud-oest de l'Amazònia en elevacions més altes a les capçaleres de les conques. L'àrea més gran de la distribució és cap a l'est on s'estén cap al centre i nord-oest de Bolívia, i adjacent Brasil a l'est del riu Madeira, a tot el sud de la conca amazònica de Bolívia, aquesta regió és la major part de les capçaleres afluents del Madeira. Des del centre de Bolívia, el rang s'estén al nord a través de l'Amazònia del Perú (només creua les zones frontereres del sud-oest de l'estat brasiler d'Amazones), i s'estén aigües avall als rius Marañón i l'Amazones per un corredor de vida silvestre riberenca apropant-se a la confluència. La distribució local disjunta es troba a l'Equador, l'espècie té una distribució restringida per a la regió de la frontera sud de Colòmbia al llarg de la riba nord del riu Marañón, a uns 150 km. A Colòmbia és present també al sud del trapezi amazònic.
Aquesta espècie és considerada poc comuna en els seus hàbitats naturals: els matolls humits tropicals o subtropicals, rius, illes fluvials i bancs sorrencs amb vegetació de l'Amazònia, per sota dels 800 m d'altitud.

## Comportament
Camina solitària o en parella, corrent a terra, generalment en zones completament obertes, tanmateix és força furtiva, confonent-se el color dorsal amb els terrenys fangosos o sorrencs en què habita.

### Reproducció
És monògama. La parella defensa el territori cantant activament com a advertiment. Mascle i femella construeixen un niu en forma de bol sobre algun arbre en una platja sorrenca.

## Sistemàtica
L'espècie S. fluviatilis va ser descrita per primera vegada pels zoòlegs britànics Philip Lutley Sclater i Osbert Salvin el 1866 sota el nom científic Muscisaxicola fluviatilis; la localitat tipus és: «part final del riu Ucayali, Perú».

### Etimologia
El nom genèric Syrtidicola es compon de les paraules del llatí «syrtis» que significa “banc de sorra”, i «cola» que significa “habitant”; i el nom de l'espècie «fluviatilis», en llatí significa “riberenc”.

### Taxonomia
Un estudi de l'ADN mitocondrial de Chesser (2000) ja demostrava que les espècies menors (la llavors anomenada Muscisaxicola fluviatilis i Muscisaxicola maculirostris eren divergents de la resta del gènere Muscisaxicola, consistent amb la seqüència linear tradicional.
Els estudis genètics recents de R. Terry Chesser, Michael G. Harvey, Robb T. Brumfield & Elizabeth Derryberry l'any 2020 verificaren que l'espècie M. fluviatilis era més properament relacionada amb Satrapa icterophrys i profundament divergent de les altres espècies del gènere. Els autors van proposar un nou gènere Syrtidicola exclusiu per a l'espècie. El nou gènere va ser reconegut pel Comitè de Classificació de Sud-americà (SACC) en la Proposta No 885 de setembre de 2020.
El Congrés Ornitològic Internacional, Clements Checklist i l'ITIS ja consideren espècie de ple dret S. fluviatis, tanmateix el Manual dels Ocells del Món (HBW) i Birdlife International encara no.
La forma proposada S. fluviatilis titicacae (Carriker, 1932) és indistingible de la nominal. És monotípica.